# Palazzo Boyl (Cagliari)
Palazzo Boyl è uno degli edifici più importanti dal punto di vista storico e artistico del centro storico di Cagliari.

## Storia
Fu costruito nel 1840 da Carlo Pilo Boyl, marchese di Putifigari, generale d'artiglieria e discendente di Filippo Pilo Boyl, che nel XIV secolo aiutò gli aragonesi a sconfiggere i pisani e ad impadronirsi della rocca della città. A fine 1800 l'edificio appartenne alla famiglia Rossi, come ne simboleggia la "R", scolpita in qualche finestra. Attualmente ne sono i proprietari i conti marchigiani Tomassini Barbarossa.

## Aspetto

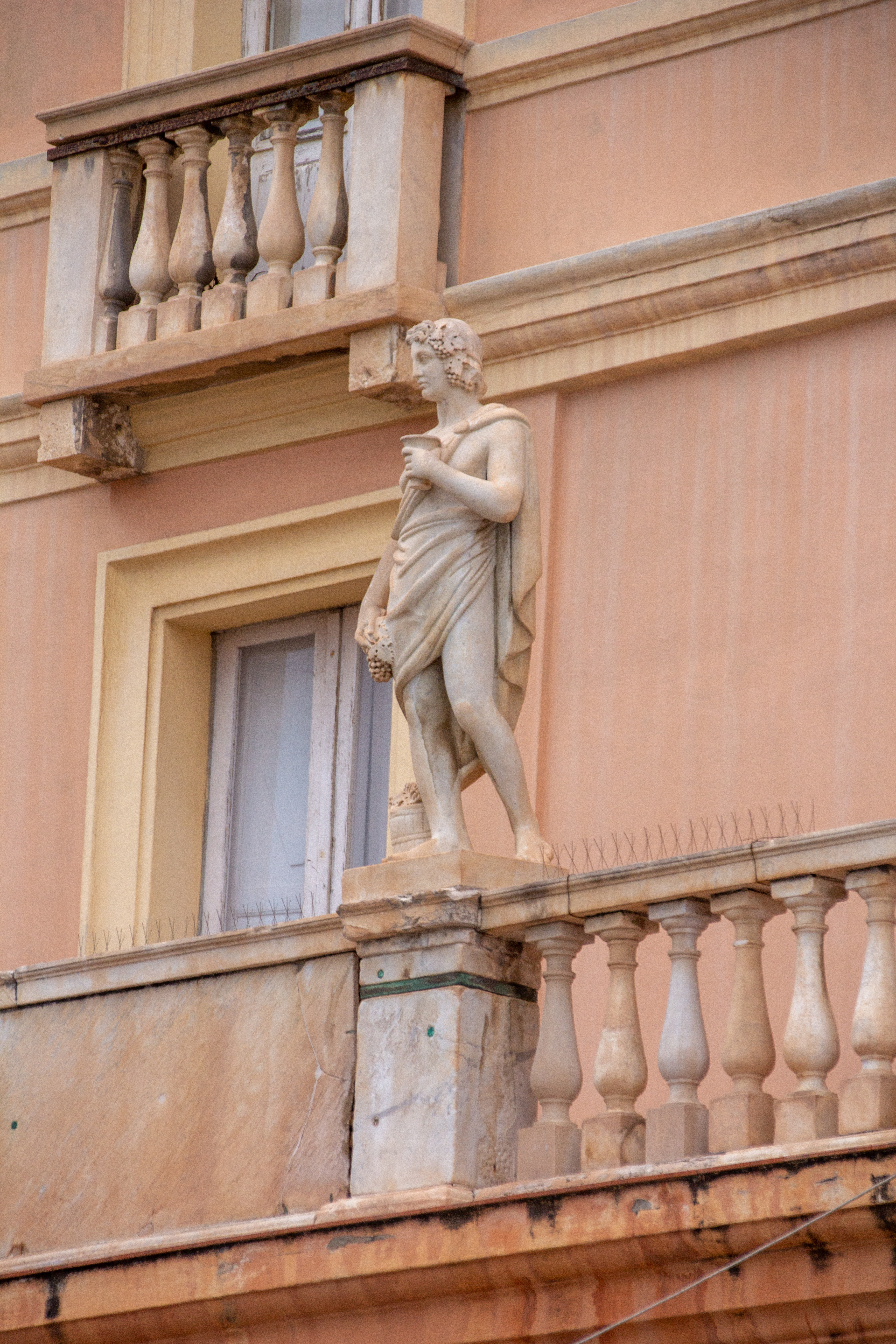
Statua

L'edificio è in stile neoclassico, simile alla porta del Regio Arsenale militare e a Porta Cristina, altre due opere di Carlo Pilo Boyl. Nell'edificio vi è una balaustra marmorea ornata da quattro statue, ognuna delle quali simboleggia una stagione, mentre nel mezzo è scolpito lo stemma del casato. Una mano che tiene un ciuffo di capelli (in sardo pilu) per il casato Pilo, un toro (in sardo boi) per la famiglia Boyl e quello d'Aragona (dei pali rossi su sfondo dorato).

## Torre del Leone
Il palazzo incorpora la torre del Leone (rinominata erroneamente "torre dell'Aquila") costruita dall'architetto Giovanni Capula, autore anche delle altre due torri di Cagliari: la torre dell'Elefante e la torre di San Pancrazio. Venne gravemente danneggiata nel 1708 dai bombardamenti inglesi, nel 1717 dai cannoni spagnoli e infine nel 1793 dall'attacco da parte dei francesi durante il quale perse la sua parte superiore e, ridotta quasi ad un rudere venne incorporata nell'edificio.